# Марфинка (Матвієво-Курганський район)
Ма́рфинка (рос. Марфинка) — село в Матвієво-Курганському районі Ростовської області Росії. Входить до складу Анастасієвського сільського поселення.

## Географія
Географічні координати: 47°35' пн. ш. 38°31' сх. д. Часовий пояс — UTC+4.
Марфинка розташована на південному схилі Донецького кряжу. Відстань до районного центру, селища Матвієв Курган, становить 43 км. Через село протікає річка Мокрий Яланчик.

### Урбаноніми
- вулиці — Будьоного, Виробнича, Колгоспна, Молодіжна, Польова, Прохолодна, Садова, Синявська, Спеціалістів, Центральна, Чапаївка, Чкалова, Шкільна;
- провулки — Поштовий, Східний, Тихий[2].

## Населення
За даними перепису населення 2010 року на території села проживало 1104 особи. Частка чоловіків у населенні складала 47,4% або 523 особи, жінок — 52,6% або 581 особа.

## Соціальна сфера
У населеному пункті діють будинок культури, бібліотека, фельдшерсько-акушерський пункт, загальноосвітня школа та дошкільний навчальний заклад.

## Пам'ятки
На території села знаходиться братська могила з 209 радянськими воїнами, які загинули під час Другої світової війни.